# Johannes Olav Smit
Johannes (Jan) Olav Smit (geboren als Hendrik Johannes Smit) (Deventer, 19 februari 1883 – Rome, 22 juni 1972) was een Nederlands geestelijke en bisschop van de Katholieke Kerk.
Smit werd op 15 augustus 1906 tot priester gewijd. Hij studeerde vervolgens enkele jaren aan het Gregorianum, waar hij promoveerde in de Bijbelwetenschappen. Hierna werkte hij als priester in Nederland. In 1913 werd hij benoemd tot hoogleraar aan het groot-seminarie Rijsenburg.
Op 11 april 1922 benoemde paus Pius XI Smit tot titulair bisschop van Paralus en tot apostolisch vicaris in Noorwegen. Net als zijn voorganger, Johannes Olav Fallize, voegde hij de naam Olav, naar de Noorse patroonheilige Olaf aan zijn voornaam toe. Zijn tijd in Noorwegen behoorde niet tot de gelukkigste jaren van zijn leven. Hij kwam in aanvaring met de zusters van het enige katholieke ziekenhuis van Kristiania, omdat zij weigerden een kleine belasting aan het vicariaat af te dragen. De bisschop was bovendien enthousiast in het overplaatsen van priesters, die dat weinig op prijs leken te stellen. Hij zette zich krachtig in voor de Noorse missie. Zo verzorgde hij een tijdschrift, Uit het land van St. Olav, waarmee hij hoopte Nederlandse donoren te werven. Ook richtte Smit in 1924 in Bussum het Sint Olavhuis in, waar meisjes konden intreden, die deel wilden uitmaken van een Noorse missiecongregatie. Om nooit opgehelderde redenen vertrok Smit in 1928, zonder afscheid te nemen van zijn vicariaat, of van de Noorse koning, uit Noorwegen om zich in Rome te vestigen. Hier werd Smit kanunnik van de Sint-Pietersbasiliek.
Op 24 november 1929 werd er een aanslag op hem gepleegd door een Zweedse actrice, genaamd Gudrun Margerita Ramstad, (la bionda Norvegese). De vrouw richtte een pistool op hem, maar dat werd haar – voor het kon afgaan – uit handen geslagen door een andere kanunnik. In de roddelpers werd geopperd dat het hier ging om een vrouw met wie Smit in zijn Noorse tijd een verhouding had gehad. Bewijzen hiervoor zijn nooit geleverd en het is onwaarschijnlijk dat het Vaticaan deze berichten serieus genomen heeft want hij bleef tot zijn dood kanunnik. Hij stond hoog in aanzien bij paus Pius XII (over wie Smit een biografie schreef) en paus Johannes XXIII benoemde hem tot bisschop-troonassistent. Onderwijl was hij al die tijd een onvermoeibaar gastheer voor Nederlandse pelgrims in Rome.
Jan Olav Smit werd begraven op Campo Santo dei Teutonici e dei Fiamminghi in Vaticaanstad.

## Werk
Naast talloze wetenschappelijke publicaties, schreef Smit de volgende boeken voor een breder publiek:
- Pastor Angelicus. Paus Pius XII, J.J. Romen & Zonen, 1949
- (met R.R. Post) Naar Rome. Geïllustreerd handboek voor reizigers naar Rome 6e dr. Utrecht 1958